# Moura Atlético Clube
O Moura Atlético Clube é um clube desportivo português, sediado na cidade de Moura, distrito de Beja.
O atual Estádio do Moura Atlético Clube foi inaugurado no ano de 2000, e tem uma capacidade de 3 000 espectadores.
Na temporada de 2024/25 o clube participa no Campeonato de Portugal.

## Histórico

### Títulos
| Nacionais | Nacionais                        | Nacionais | Nacionais                                                                       |
|           | Competição                       | Títulos   | Temporadas                                                                      |
| --------- | -------------------------------- | --------- | ------------------------------------------------------------------------------- |
|           | N/C                              | N/C       | N/C                                                                             |
| Regionais |                                  |           |                                                                                 |
|           | Competição                       | Títulos   | Temporadas                                                                      |
|           | Campeonato de Beja               | 1         | 1946/1947                                                                       |
|           | AF Beja 1ª Divisão               | 9         | 1957/58, 1958/59, 1965/66, 1969/70, 1972/73, 1974/75, 1984/85, 2002/03, 2008/09 |
|           | AF Beja 1º Divisão Taça de Honra | 1         | 2019/2020                                                                       |
|           | AF Beja Taça                     | 3         | 2002/03, 2006/07, 2008/09                                                       |

### Classificações por época
| Época     | Nível | Divisão                                  | Classificação | Taça de Portugal | Taça da Liga   |
| --------- | ----- | ---------------------------------------- | ------------- | ---------------- | -------------- |
| 2019/2020 | 4     | AF Beja-Taça de Honra 1ª Divisão-Série D | 1º            | Não Participou   | Não Participou |
| 2019/2020 | 4     | AF Beja 1ª Divisão                       | 1º*           | N/P              | N/P            |
| 2019/2020 | 4     | AF Beja Taça                             | Q/F*          | N/P              | N/P            |
| 2019/2020 | 4     | AF Beja 1ª Divisão Taça de Honra         | 1º            | N/P              | N/P            |
| 2019/2020 | 4     | AF Beja 1ª Divisão Fase Final            | 1º            | N/P              | N/P            |
| 2018/2019 | 3     | Campeonato Portugal Série D              | 15º           | 3ª Eliminatória  | N/P            |
| 2018/2019 | -     | Encontros de Amizade                     | 1º            | -                | -              |
| 2017/2018 | 3     | Campeonato Portugal Série E              | 8º            | 3ª Eliminatória  | N/P            |
| 2016/2017 | 3     | Campeonato Portugal Série H              | 4º            | 2ª Eliminatória  | N/P            |
| 2016/2017 | 3     | Campeonato Portugal Manutenção Série H   | 2º            | 2ª Eliminatória  | N/P            |

- Legenda das cores na pirâmide do futebol português

     1º nível (1ª Divisão / 1ª Liga)
     2º nível (até 1989/90 como 2ª Divisão Nacional, dividido por zonas, em 1990/91 foi criada a 2ª Liga)
     3º nível (até 1989/90 como 3ª Divisão Nacional, depois de 1989/90 como 2ª Divisão B/Nacional de Seniores/Campeonato de Portugal)
     4º nível (entre 1989/90 e 2012/2013 como 3ª Divisão, entre 1947/48 e 1989/90 e após 2013/14 como 1ª Divisão Distrital)
     5º nível
     6º nível
     7º nível

## Dados e Estatísticas
Atualizado em 21 de abril de 2020
| Melhores marcadores do | Melhores marcadores do | Melhores marcadores do |      | Jogadores com mais jogos no | Jogadores com mais jogos no | Jogadores com mais jogos no |
| Rank                   | Jogador                | Golos                  | Rank | Jogador                     | Jogos                       |                             |
| ---------------------- | ---------------------- | ---------------------- | ---- | --------------------------- | --------------------------- | --------------------------- |
| 1                      | Tiago Floreano         | 23                     | 1    | Tó Miguel                   | 240                         |                             |
| 2                      | Jorginho               | 21                     | 2    | Bruno Gomes                 | 186                         |                             |
| 3                      | Matheus Henrique       | 15                     | 3    | Igor Landim                 | 158                         |                             |
| 4                      | Joseph Amoah           | 15                     | 4    | Mamadi Baldé                | 147                         |                             |
| 5                      | Júnior Batista         | 14                     | 5    | Lucas Santos                | 92                          |                             |
| 6                      | Miguel Abreu           | 14                     | 6    | Michael Habib               | 81                          |                             |
| 7                      | Drogba Camará          | 12                     | 7    | Bruno Torres                | 66                          |                             |
| 8                      | Nuno Moreira           | 11                     | 8    | Joseph Amoah                | 64                          |                             |
| 9                      | Fábio Marques          | 11                     | 9    | Kevin Medina                | 61                          |                             |
| 10                     | Bruno Torres           | 11                     | 10   | Miguel Abreu                | 60                          |                             |

## Presidentes
| # | Período | Presidente | Feitos e Marcos                                 |
| - | ------- | ---------- | ----------------------------------------------- |
| 1 | 2011-?  | Luis Jacob | AF Beja 1ª Divisão Taça Honra 2019/20 -Vencedor |